# Dyon Gijzen
Dyon Gijzen (Roermond, 16 februari 1994) is een Nederlandse profvoetballer die inzetbaar is als aanvaller of aanvallende middenvelder.

## VVV-Venlo
Dyon Gijzen werd vanuit de A-jeugd van VVV-Venlo met ingang van het seizoen 2013/14 overgeheveld naar het eerste elftal. Daar debuteerde hij direct in de eerste competitiewedstrijd, uit bij FC Eindhoven (0-0) op 2 augustus 2013. Enkele maanden later scoort hij ook zijn allereerste competitiedoelpunt in de thuiswedstrijd tegen Telstar. In de zomer van 2015 verlengde de Venlose eerstedivisionist zijn contract met één jaar, met nog een optie voor een extra seizoen. Die optie werd niet gelicht. In 2016 kwam Gijzen niet meer in aanmerking voor een nieuwe verbintenis.

## MVV Maastricht
MVV Maastricht voegde de transfervrije Gijzen in augustus 2016 op amateurbasis toe aan de selectie. Nadat hij in vijftien competitiewedstrijden vijf keer scoorde, kreeg hij in januari 2017 een contract tot het einde van het seizoen.

## De Treffers en Eendracht Termien
In het seizoen 2017/18 speelde hij bij De Treffers in de Tweede divisie. Na één seizoen verliet hij de club uit Groesbeek en ging in België voor Eendracht Termien in de Derde klasse amateurs spelen.

## Clubstatistieken
| Seizoen         | Club              | Competitie             | Competitie | Competitie | Beker | Beker | Playoffs | Playoffs | Totaal | Totaal |
| Seizoen         | Club              | Competitie             | Wed.       | Dlp.       | Wed.  | Dlp.  | Wed.     | Dlp.     | Wed.   | Dlp.   |
| --------------- | ----------------- | ---------------------- | ---------- | ---------- | ----- | ----- | -------- | -------- | ------ | ------ |
| 2013/14         | VVV-Venlo         | Eerste divisie         | 22         | 3          | 0     | 0     | 2        | 0        | 24     | 3      |
| 2014/15         | VVV-Venlo         | Eerste divisie         | 11         | 1          | 2     | 0     | 1        | 0        | 14     | 1      |
| 2015/16         | VVV-Venlo         | Eerste divisie         | 4          | 0          | 0     | 0     | 0        | 0        | 4      | 0      |
| 2016/17         | MVV Maastricht    | Eerste divisie         | 21         | 5          | 0     | 0     | 1        | 0        | 22     | 5      |
| 2017/18         | De Treffers       | Tweede divisie         | 13         | 1          | 1     | 0     | –        | –        | 14     | 1      |
| 2018/19         | Eendracht Termien | Derde klasse amateurs  | 25         | 0          | 2     | 0     | –        | –        | 27     | 0      |
| 2019/20         | Germania Teveren  | Landesliga Mittelrhein | 13         | 2          | –     | –     | –        | –        | 13     | 2      |
| Carrière totaal | Carrière totaal   | Carrière totaal        | 109        | 12         | 5     | 0     | 4        | 0        | 118    | 12     |